# Estadio Reino de León
Het Estadio Reino de León is een multifunctioneel stadion in León, een stad in Spanje. Het stadion heette tussen 2001 en 2008 Estadio Nuevo Antonio Amilivia.
In het stadion is plaats voor 13.451 toeschouwers. Het stadion werd geopend op 20 mei 2001. De eerste wedstrijd vond plaats op 20 mei 2001, Cultural Leonesa speelde tegen Xerez Club Deportivo. De wedstrijd werd met 1–0 gewonnen door de thuisclub en het doelpunt werd gescoord door Ibán Espadas. In het stadion ligt een grasveld van 105 bij 68 meter.
Het stadion wordt vooral gebruikt voor voetbalwedstrijden, de voetbalclub Cultural Leonesa maakt gebruik van dit stadion. Het nationale elftal van Spanje speelde ook een aantal keer in dit stadion.

## Interlands
| Voetbalinterlands | Voetbalinterlands | Voetbalinterlands      | Voetbalinterlands | Voetbalinterlands    | Voetbalinterlands |
| №                 | Datum             | Wedstrijd              | Uitslag           | Competitie           | Toeschouwers      |
| ----------------- | ----------------- | ---------------------- | ----------------- | -------------------- | ----------------- |
| 1                 | 2 april 2003      | Spanje – Armenië       | 3–0               | EK 2004 kwalificatie | 13.500            |
| 2                 | 12 juni 2015      | Spanje – Costa Rica    | 2–1               | Vriendschappelijk    | 13.000            |
| 3                 | 5 september 2016  | Spanje – Liechtenstein | 8–0               | WK 2018 kwalificatie | 12.139            |